# Vouillers
Vouillers ist eine französische Gemeinde mit 259 Einwohnern (Stand: 1. Januar 2022) im Département Marne in der Region Grand Est. Sie gehört zum Arrondissement Vitry-le-François und ist Mitglied im Gemeindeverband Communauté d’agglomération du Grand Saint-Dizier, Der et Vallées.

## Geografie
Die Gemeinde Vouillers liegt leicht erhöht zwischen den Tälern von Orconte im Norden und Marne im Süden, etwa zehn Kilometer nordwestlich von Saint-Dizier an der Grenze zum Département Haute-Marne. Umgeben wird XYZ von den Nachbargemeinden  Saint-Vrain im Westen und Norden, Trois-Fontaines-l’Abbaye im Nordosten, Saint-Eulien im Osten sowie Perthes im Süden.

## Bevölkerungsentwicklung
| Jahr                       | 1962 | 1968 | 1975 | 1982 | 1990 | 1999 | 2005 | 2010 | 2018 |
| -------------------------- | ---- | ---- | ---- | ---- | ---- | ---- | ---- | ---- | ---- |
| Einwohner                  | 197  | 205  | 161  | 187  | 197  | 187  | 188  | 229  | 258  |
| Quellen: Cassini und INSEE |      |      |      |      |      |      |      |      |      |

## Sehenswürdigkeiten
- Kirche Saint-Pierre
- Wasserturm